# Exopsyllomyia symbia
Exopsyllomyia symbia är en tvåvingeart som beskrevs av Boris Mamaev 1972. Exopsyllomyia symbia ingår i släktet Exopsyllomyia och familjen gallmyggor. Inga underarter finns listade i Catalogue of Life.